# HD245805
HD245805 є хімічно пекулярною зорею спектрального класу
A5 й має видиму зоряну величину в смузі V приблизно  9,2.